# Kojęcin
Kojęcin (deutsch Baumgarten) ist ein Ort in der Landgemeinde Borów (Markt Bohrau) im Powiat Strzeliński der Woiwodschaft Niederschlesien in Polen.

## Lage
Kojęcin liegt etwa acht Kilometer östlich von Borów (Markt Bohrau), neuen Kilometer nördlich von Strzelin (Strehlen) und 30 Kilometer südlich von Breslau.

## Geschichte
Baumgarten existierte bereits 1212 und wurde 1293 als „Koianczin vulgo Baumgarte“ erwähnt; 1347 ist es als „Cojazin“ belegt. Es gehörte zum Herzogtum Ohlau und wurde 1360 als „Bomgarthen“ in das Herzogtum Breslau eingegliedert. Im 17. Jahrhundert gehörte den Grafen von Pfeil. Nach dem Ersten Schlesischen Krieg fiel Baumgarten 1741/42 mit dem größten Teil Schlesiens an Preußen. 
1783 wurde Baumgarten beschrieben als: „Liegt nahe an der Stadt (Strehlen), die Einwohner reden deutsch und polnisch, bauen Tabak und gehörten teilweise zum Domänenamt bzw. zur Kämmerei (Strehlen). Der Amtsanteil fasst drei Vorwerke, ein Schulhaus, 32 andere Häuser und 297 Einwohner. Auf den Vorwerksfeldern ist ein großer Maulbeerbaum-Garten auf königliche Kosten angelegt. Der städtische Anteil besteht aus dreizehn Bauern, 37 anderen Häusern und 283 Einwohnern.“ 1795 gelangten Baumgarten und Jexau an die Herren von Schickfus und Neudorff. Nach der Neugliederung der Provinz Schlesien gehörte die Landgemeinde Baumgarten ab 1815 zum Kreis Strehlen, mit dem es bis zu seiner Auflösung 1945 verbunden blieb. 1845 gehörte das Dorf der Elise von Schickfus und bestand aus 21 Häusern, einem herrschaftlichen Schloss und Vorwerk, 167 überwiegend evangelischen Einwohnern (16 katholisch), evangelische Kirche zu Großburg, katholische Kirche zu Deutsch Lauden, eine Windmühle und eine Brauerei.
Als Folge des Zweiten Weltkrieges wurde Baumgarten von der sowjetischen Besatzungsmacht zusammen mit fast ganz Schlesien unter polnische Verwaltung gestellt. Nachfolgend wurde es in Kojęcin umbenannt. Die deutschen Einwohner wurden – soweit sie nicht vorher geflohen waren – vertrieben. Die neu angesiedelten Bewohner waren teilweise Zwangsumgesiedelte aus Ostpolen, das an die Sowjetunion gefallen war.

## Sehenswürdigkeiten
- Das Schloss Baumgarten (polnisch Pałac Kojęcin) wurde Anfang des 19. Jahrhunderts von den damaligen Besitzerv von Schickfuß und Neudorff, vermutlich an Stelle eines Vorgängerbaues aus dem 17. Jahrhundert der Grafen von Pfeil errichtet. Es handelt sich um ein zweigeschossiges Wohnhaus auf rechteckigen Grundriss mit Walmdach. Der Keller besitzt ein Tonnengewölbe und ein Wohnraum Reste von Stuckverzierungen.[3]
- Landschaftspark